# YESTERDAY LOVE
「YESTERDAY LOVE」（イエスタデイ・ラブ）は、倉木麻衣の楽曲で、初のVRシングル（公式では、3枚目のDVDシングル）。2017年1月11日にNORTHERN MUSICからDVDシングルとして発売。

## 概要
前作「SAWAGE☆LIFE」より約半年ぶりとなるシングル。DVDシングルとしては2014年リリースの「Wake me up」以来3作目。
一般には初回盤・通常盤DVD・通常盤Blu-rayの3形態で発売。ファンクラブ会員とMusing会員限定でFC & Musing盤も発売。4形態ともジャケット写真が異なっている。初回盤は日本初のVRシングル。
「YESTERDAY LOVE」は読売テレビ・日本テレビ系アニメ『名探偵コナン』エンディングテーマ。倉木としては、20度目となる『名探偵コナン』のタイアップである（エンディングでは10度目）。
倉木のシングルとしては珍しく、CDが全形態に付属しない作品となっている（ただしレンタルではCDでの取り扱いとなる）がこのシングルの先行として、後の2月15日に発売された11thアルバム『Smile』にてCD初音源化となった。
累計売上枚数は6,099枚。

## 収録曲
1. YESTERDAY LOVE
作詞：倉木麻衣 / 作曲：久保田敬也、長戸大幸 / 編曲：鶴澤夢人、長戸大幸
  - 読売テレビ系『名探偵コナン』エンディングテーマ

## 収録アルバム
- Smile
- 倉木麻衣×名探偵コナン COLLABORATION BEST 21 -真実はいつも歌にある!-
- Mai Kuraki Single Collection 〜Chance for you〜